# 大田区立洗足池小学校
大田区立洗足池小学校（おおたくりつせんぞくいけしょうがっこう）は、大田区南千束にある区立小学校。

## 概要
- 学校給食：あり
- 制服：なし

## 沿革
- 1953年（昭和28年）4月1日 - 開校（4月17日を開校記念日と定める）。
- 1955年（昭和30年）12月27日 - 増築木造校舎落成。
- 1956年（昭和31年）12月3日 - 校歌制定。
- 1963年（昭和38年）6月7日 - 体育館落成式、開校10周年記念式典挙行。
- 1964年（昭和39年）7月20日 - プール落成。
- 1969年（昭和44年）2月14日 - 鉄筋校舎9教室完成。
- 1974年（昭和49年）2月6日 - 開校20周年記念式典挙行。
- 1975年（昭和50年）3月24日 - 鉄筋校舎5教室・特別教室・教員室等完成。
- 1979年（昭和54年）4月12日 - 校庭整地・防球ネット完成。
- 1981年（昭和56年）3月9日 - 校舎増改築完成（体育館・視聴覚室・図書室・給食室・屋上等）。
- 1983年（昭和58年）11月12日 - 開校30周年記念式典挙行。
- 1988年（昭和63年）
  - 6月7日 - プール改築。
  - 11月26日 - 開校35周年記念式典挙行。
- 1993年（平成5年）6月26日 	開校40周年記念式典挙行。
- 1996年（平成8年）3月29日 - 西側トイレ改修・校庭改修完成。
- 1998年（平成10年）5月30日 - 開校45周年記念式典挙行。
- 2000年（平成12年）11月25日 - 耐震補強工事終了。
- 2003年（平成15年）
  - 10月25日 - 開校50周年記念式典挙行。
  - 12月19日 - バリアフリー、エレベーター設置工事完成。
- 2004年（平成16年）2月25日 - 体育館改築工事完成。
- 2009年（平成21年）3月17日 - 校舎壁面改修、屋上フェンス取替工事完成。
- 2013年（平成25年）10月26日 - 開校60周年記念式典挙行。
- 2014年（平成26年）1月31日 - 校庭改修工事完成。
- 2015年（平成27年）4月1日 - 特別支援学級開設。同日、洗足池放課後ひろば設立。
- 2016年（平成28年）4月1日 - 特別支援教室（サポートルーム）開設。
- 2018年（平成30年）4月14日 - 開校65周年記念を祝う会開催。

## 校歌
- 作詞:勝承夫・作曲:平井康三郎

## 通学区域
出典
- 雪谷大塚町（1番）、東雪谷1丁目（1番の一部・2番～8番）、東雪谷2丁目（1番～10番）、南千束2丁目（17番～32番）、南千束3丁目（全域）、石川町1丁目（全域）、石川町2丁目（全域）

## 進学先中学校
- 大田区立石川台中学校 - 公立中学校に進学する場合の主な進学先[2]

## アクセス
- 東急バス「森05」系統で、「笹丸」バス停から、徒歩約80m・約1分。
- 東急電鉄池上線
  - 石川台駅から、徒歩約350m・約6分。
  - 洗足池駅から、徒歩約430m・約7分。

## 周辺
- 東京都道2号東京丸子横浜線
- 文教大学附属小学校
- 東雪谷二丁目公園
- 東急池上線石川台駅
- 東急池上線洗足池駅
- 石川町二丁目児童公園
- 千束老人いこいの家
- 社会福祉法人大洋社洗足池保育園
- 大田区立千束保育園
- 洗足池